# Jan Hertl
Jan Hertl est un footballeur tchécoslovaque né le 23 janvier 1929 et mort le 14 mai 1996. Il évoluait au poste de milieu de terrain.

## Biographie
International, il reçoit 23 sélections en équipe de Tchécoslovaquie de 1952 à 1958. Il fait partie du groupe tchécoslovaque lors des coupes du monde 1954 et 1958.

## Carrière
- 1952-1956 :  UDA Prague
- 1957-1959 :  Sparta Prague